# Ogoi
Ogoi (russisch Ого́й, deutsch auch Ogoj) ist eine unbewohnte Insel des Baikalsees, die 2,9 km lang und 600 m breit ist. Der höchste Punkt des kargen Eilands liegt 512 m über dem Meeresspiegel. Sie befindet sich am westlichen Ufer des Baikals, nahe der Insel Olchon in der Kurminsky-Bucht.
Auf dem Ogoi wachsen einige für Sibirien typische Grassorten und Büsche. Neben Schlangen, Ochotonas, Lerchen und Möwen sind Erdhörnchen hier heimisch.
Der höchste Punkt der Insel erreicht 512 Meter und liegt damit 56,5 Meter über dem Seespiegel. Im Jahr 2005 wurde auf diesem höchsten Punkt eine Stupa zu Ehren der Dakini Troma Nagmo errichtet, die zu einem regen Touristenverkehr geführt hat.

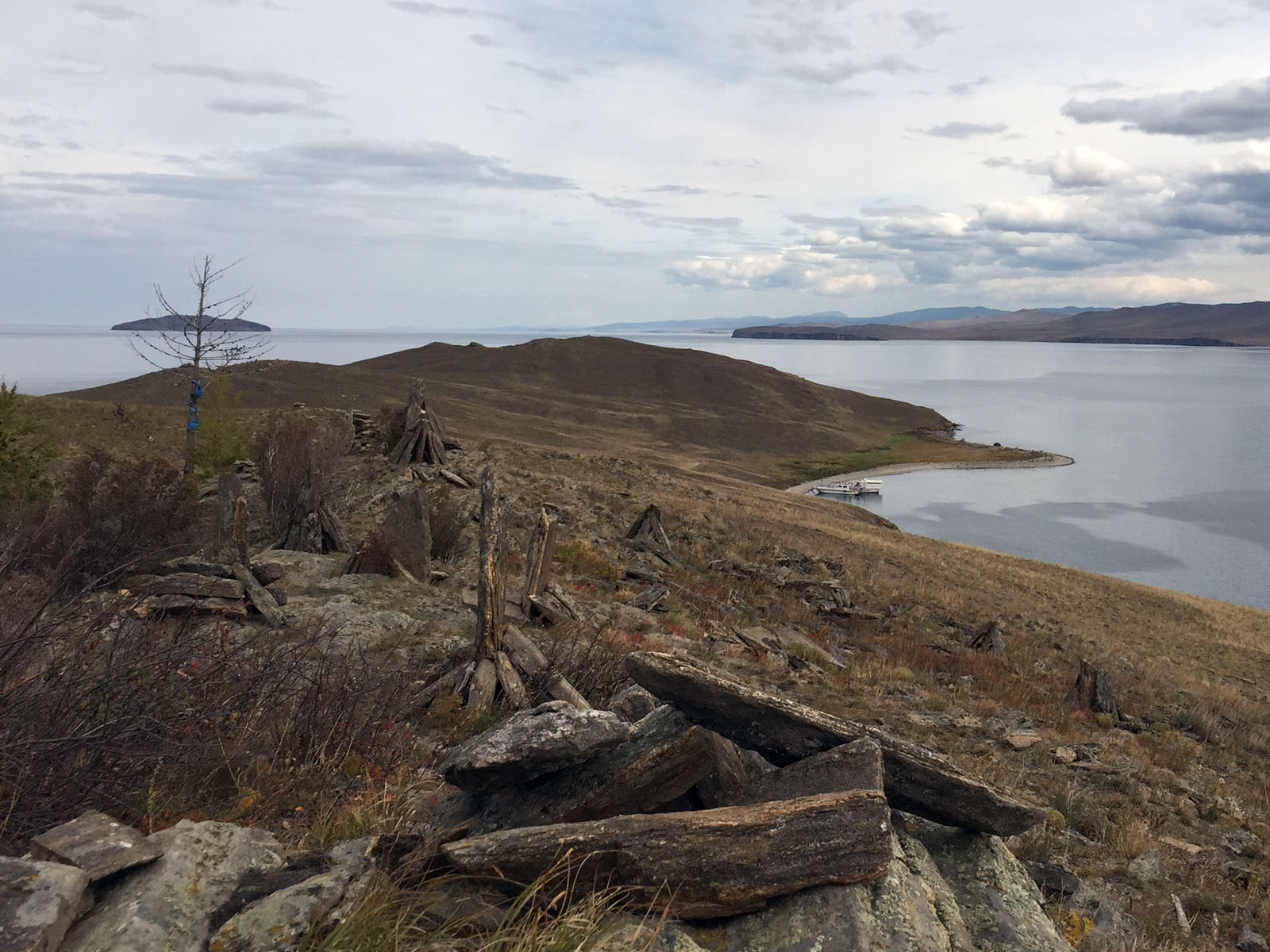
Nördlicher Teil der Insel
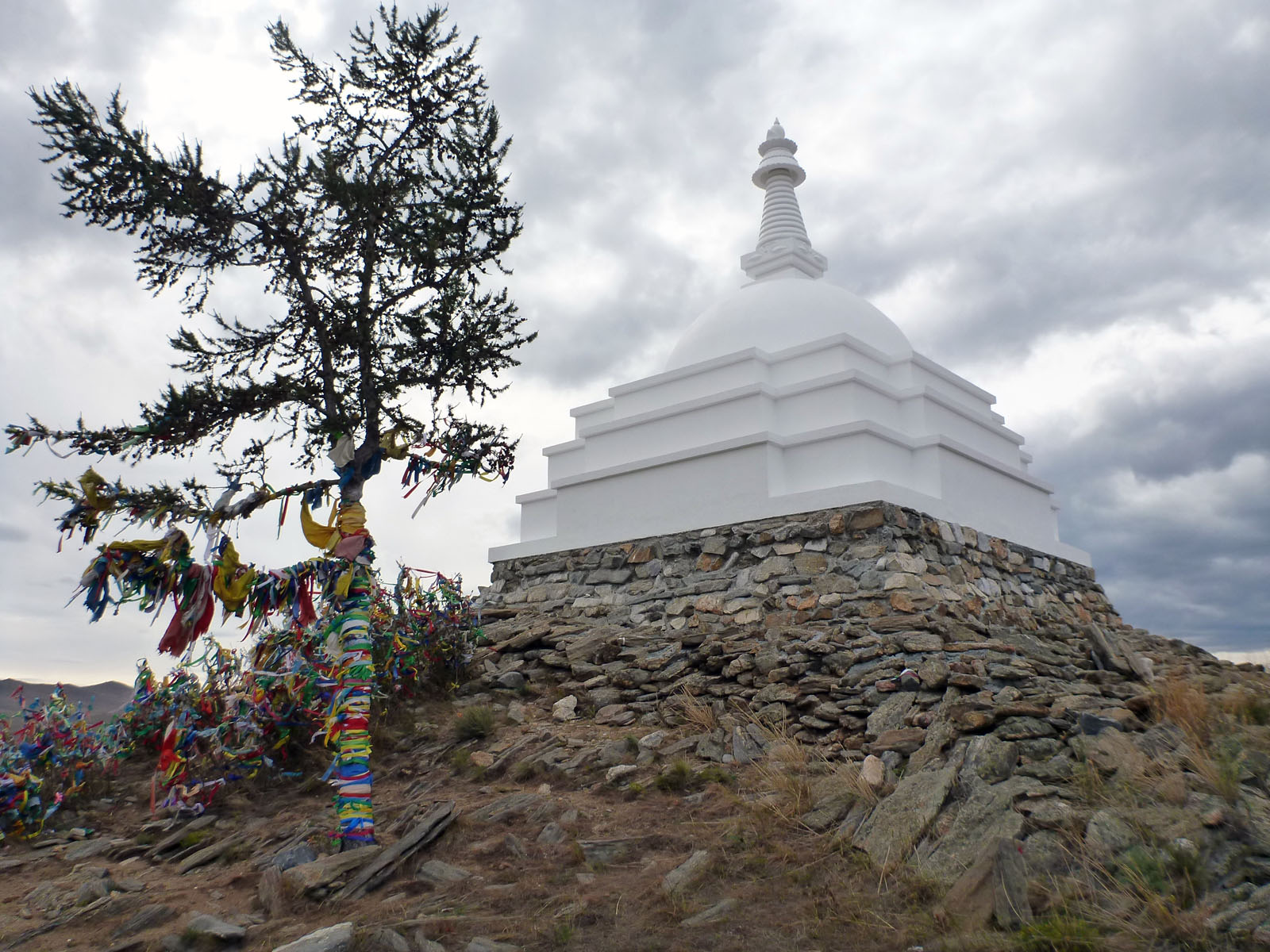
Stupa
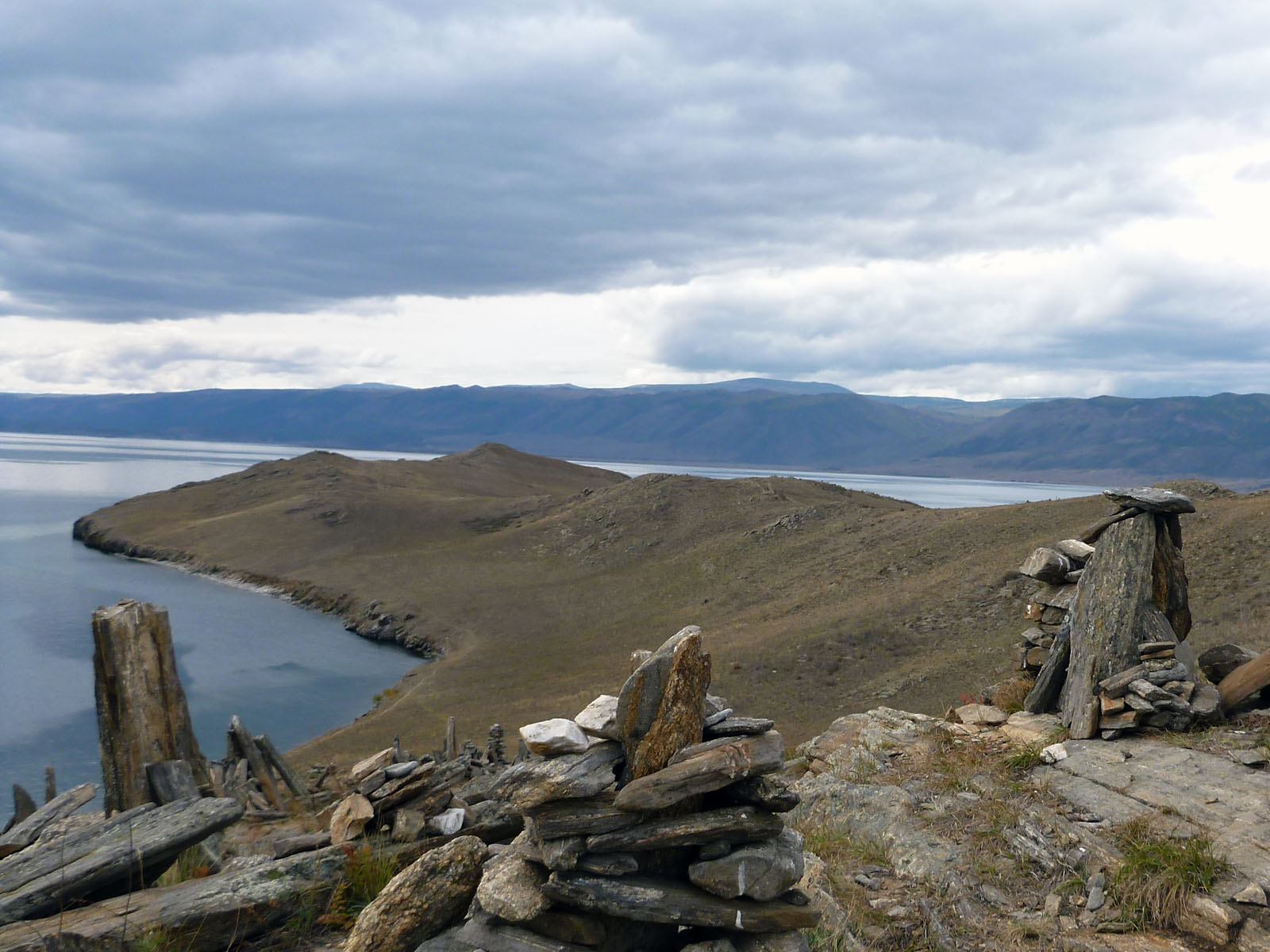
Südlicher Teil der Insel
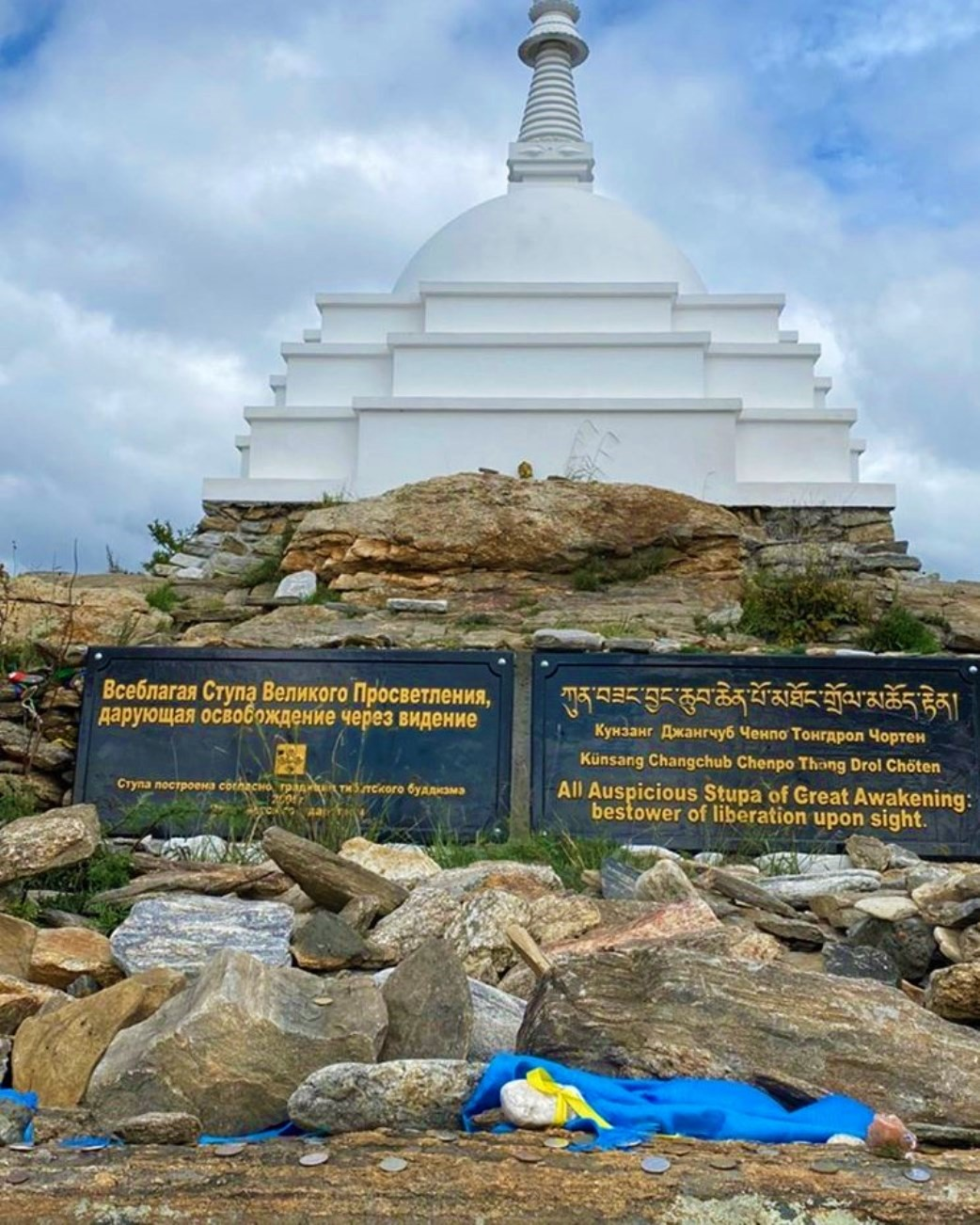
Buddhistischer Stupa auf der Insel Ogoy